# Tylana lineolata
Tylana lineolata är en insektsart som först beskrevs av Walker 1862.  Tylana lineolata ingår i släktet Tylana och familjen sköldstritar. Inga underarter finns listade i Catalogue of Life.